# Melissodes pexa
Melissodes pexa är en biart som beskrevs av Laberge 1961. Melissodes pexa ingår i släktet Melissodes och familjen långtungebin. Inga underarter finns listade i Catalogue of Life.